# Castilla
Castilla é um género botânico pertencente à família Moraceae.

## Espécies
- C. australis (Hemsl.)
- C. costaricana (Liebm.)
- C. daguensis (Pittier)
- C. elastica (Sessé in Cerv. )
- C. fallax (O.F.Cook)
- C. guatemalensis (Pittier)
- C. lactiflua (O.F.Cook)
- C. markhamiana (Markham)
- C. nicoyensis (O.F.Cook)
- C. panamensis
- C. tunu (Warb.)
- C. ulei (Warb.)